# Marga Beckstein
Marga Beckstein (* 1945 in Nürnberg als Marga Weber) ist eine deutsche Autorin von pädagogischer Literatur. Sie ist Ehepartnerin des früheren bayerischen Ministerpräsidenten Günther Beckstein.

## Werdegang
Weber wuchs in Nürnberg auf und wurde in der Gustav-Adolf-Kirche Lichtenhof konfirmiert. Nach dem Besuch des Gymnasiums studierte sie an der Pädagogischen Hochschule Nürnberg für das Lehramt an Volksschulen. Nach langjähriger Tätigkeit als Lehrerin bildete sie bis zu ihrer Pensionierung als Seminarrektorin Referendare für das Grundschullehramt aus.
Ihre enge Bindung an die evangelisch-lutherische Kirche führte sie neben ihrem beruflichen Werdegang in die Gemeindearbeit. Gleich nach der Konfirmation arbeitete sie in der Jugendarbeit mit, machte Kindergottesdienste und organisierte die Jungschar. Im Kirchenvorstand der Nürnberger Paul-Gerhardt-Gemeinde lernte sie den Rechtsanwalt Günther Beckstein kennen, den sie 1973 heiratete. Aus der Ehe gingen drei Kinder hervor.

## Veröffentlichungen
- Walter Wellenhofer: Handbuch der Unterrichtsgestaltung. München: Oldenbourg
  - Marga Beckstein: Schuljahr 2. 1979, 287 S., ISBN 3-486-15681-0
- Leistungssicherung. Pädagogische Assistenz. Regensburg: Wolf, 1979, 160 S., ISBN 3-523-67081-0 (Reihe für Grundschulen und Sekundarstufe I: Ausbildung, Fortbildung; Band 17)
- Marga Beckstein, Barbara Regitz, Brigitte Widder: Winter in der Grundschule. Jahreszeitenbuch für einen integrativen Unterricht in der Grundschule. München: Oldenbourg, 1991, 147 S., ISBN 3-486-98623-6 (Prögel-Kopiervorlagen; 167)
- Marga Beckstein, Barbara Regitz, Brigitte Widder: Winter in der Grundschule. Jahreszeitenbuch für einen integrativen Unterricht in der Grundschule. 6., die Rechtschreibreform berücksichtigende Auflage. München: Oldenbourg, 1997, 147 S., ISBN 3-486-98623-6 (Prögel-Kopiervorlagen; 167)